# 川香草
川香草（学名：Lysimachia wilsonii）是报春花科珍珠菜属的植物，是中国的特有植物。分布在中国大陆的云南、四川等地，生长于海拔600米至1,000米的地区，常生长在林下和溪边，目前尚未由人工引种栽培。

## 别名
川假露珠草（拉汉种子植物名称）